# Beardius phytophilus
Beardius phytophilus är en tvåvingeart som beskrevs av Trivinho-strixino och Strixino 2000. Beardius phytophilus ingår i släktet Beardius och familjen fjädermyggor. Inga underarter finns listade i Catalogue of Life.